# Петар Поповић (кошаркаш, 1959)
Петар Поповић (Краљево, 13. јула 1959) бивши је југословенски и хрватски кошаркаш. Након завршетка играчке каријере је радио као тренер.

## Клупска каријера
Поповић је рођен 13. јула 1959. године у Краљеву. Играо је на позицији бека. Током каријере наступао је за екипу Задра у два наврата од 1976. до 1993. и 1996. до 1997, док је за екипу Бенстон Загреба играо од 1993. до 1996. године. Најпознатији је био као члан екипе Задра са којом је 1986. године постао шампион Југославије изненадивши фаворизовану Цибону, која је тада била првак Европе. У сезони 1986/87. је играо у Купу европских шампиона, у којем су на крају освојили четврто место. Поред Поповића играли су тада Стојко Вранковић, Аријан Комазец, Вељко Петрановић, Анте Матуловић, Ивица Обад, Стипе Шарлија, Бранко Скроче, Дарко Пахлић, Драженко Блажевић, а тренирао их је Владе Ђуровић.

## Репрезентација
Са репрезентацијом Југославије је освојио сребрну медаљу на Европском првенству 1981. у Чехословачкој.

## Тренер
Поповић је два пута биран за главног тренера Задра; први пут накратко 2001, а касније од краја сезоне 2005/06. до марта 2007.

## Приватно
Његов син Марко је такође био професионални кошаркаш. Његови нећаци су обојица бивши професионални кошаркаши, Алан Грегов и Аријан Комазец.

## Клупски трофеји
- Првенство Југославије (1): 1986.